# Відьмак (відеогра, 2007)
«Відьмак» (пол. Wiedźmin [vjɛd͡ʑmin], англ. The Witcher) — рольова відеогра за мотивами серії романів «Відьмак» Анджея Сапковського, розроблена польською компанією CD Projekt RED.
Події в The Witcher відбуваються в середньовічному фентезі світі. Гра розповідає історію про, одного з небагатьох, відьмака Ґеральта з Рівії, якому під час подорожі доводиться обирати моральні рішення, що вплинуть на весь ігровий світ.
Гра використовує рушій Aurora Engine від BioWare. Критики високо оцінили сюжет, графіку, звукове оформлення та бойову систему. Гра стала комерційно-успішною і до 2012 року було продано понад 2 млн копій.
18 вересня 2009 CD Projekt RED офіційно підтвердила, що вони почали працювати над сиквелом — The Witcher 2: Assassins of Kings, який був випущений 17 травня 2011 року для ПК і 17 квітня 2012 року для Xbox 360. Третя, заключна, гра з серії була анонсована під назвою The Witcher 3: Wild Hunt і була випущена 19 травня 2015 року.

## Сюжет
Сюжет гри починається за два роки після подій останньої книги з циклу про відьмаків — «Володарка Озера»
Весь ігровий світ базується на книгах польського письменника Анджея Сапковського. Розповідається в грі про Ґеральта з Рівії, який воскрес з мертвих і не пам'ятає свого минулого.
Початкова заставка показує час, коли Ґеральт вилікував дочку короля Фольтеста від прокляття стриги. Ґеральт використав зрадника, який надіслав прокляття, як приманку, щоб виманити стригу і, в битві налякати її. Потім Ґеральт спустився в склеп, де знаходиться її саркофаг та проводить з нею ніч, щоб зняти таким чином прокляття. На наступний ранок, він знаходить її як людину.

#### Пролог— Кер Морен
Через декілька років Ґеральта знаходять загадковим чином у полі та везуть до Кер Морену— гірської фортеці відьмаків. Ґеральт майже нічого не пам'ятає про своє життя до цього моменту. У фортеці він зустрічається з невеликою групою останніх відьмаків та давньою подругою— чародійкою Трісс Мерігольд. Від інших відьмаків він дізнається, що крім них ще є один відьмак— Беренгар. Але від нього не було звістки багато років. Пізніше на Кер Морен нападають, викрадаючи секретні записи та мутагени відьмаків, які знаходилися у підземній лабораторії. Під час нападу Професор убиває Лео, наймолодшого відьмака, та втікає разом з іншими, вкравши все необхідне. Після битви Лео хоронять, Весемір, найстарший відьмак, вирішує, що настав час покинути Кер Морен. В ході нападу була поранена Трісс, тому деякий час вони лікували чародійку. Після її одужання, Ґеральт вирушив на пошуки нападників, які назвали себе «Саламандрами» та їх командира Азара Яведа. Ґеральт вирішив йти до столиці Темерії — Визіми.

#### Глава 1— Передмістя Визіми
Дорогою до Визіми Ґеральт зустрічає обдарованого хлопчина Альвіна та подругу Шані, яку він не пам'ятає. Від неї він дізнається, що у Визімі карантин через чуму. У передмісті відьмак дізнається, що мешканців тероризує таємничий Звір. Відьмак допомагає жителям позбутися монстра. У ході пошуків причини появи Звіра, Ґеральт дізнається, що у всьому звинувачують місцеву відьму Абігайл. Це перший раз, коли Ґеральту потрібно вибрати, або дозволити натовпу вбити відьму, або захистити її. Після вбивства Звіра Ґеральт отримує пропуск до Визіми.

#### Глава 2— Храмовий квартал
Не все так добре проходить. Коли Ґеральт спробував увійти у місто, його зустрічають вартові та відправляють у в'язницю. Щоб його звільнили, йому потрібно вбити кокатрикса в каналізації. Він погоджується на це. У каналізації відьмак зустрічає Зігфріда— лицаря Ордена Палаючої Троянди. Зігфрід допомагає Ґеральту у вбивстві кокатрикса, але під час виходу з каналізації на них нападають бандити Саламандр. Убивши їх, Ґеральт потрапляє у Храмовий квартал Визіми (найбідніший район міста). Для пошуку Саламандр Ґеральт звертається до приватного детектива Раймонда Марлоу. У ході розслідування відьмак дізнається, що детектив мертвий, а його вигляд прийняв Азар Явед. На болотах Ґеральт дізнається, що Беренгар живий та знайомиться з командиром скоя'таелей Яевіном.
Щоб перемогти мага потрібно його заманити до Вежі мага на болотах. Під час битви з Яведом з'являється Професор, який допомагає йому. Але в ході битви вони тікають, тому що маг вогню був ослаблений вежею та болотами (водною стихією).

#### Глава 3— Купецький район
Ґеральт прокидається в особистих покоях Трісс Мерігольд, у Купецькому кварталі (багата частина Визіми). Він дізнається від чародійки, що після битви з Яведом та Професором, пройшла найжорстокіша битва між Орденом Палаючої Троянди та скоя'таелями (ельфами та нелюдами, які борються за свободу та рівні права). Щоб повністю знищити Саламандр, Ґеральт об'єднує свої зусилля разом з нільфгаардським купцем Леуваарденом та Трісс Мерігольд. На прийомі в купця Ґеральт знайомиться зі всіма високопоставленими чиновниками та з принцесою Аддою. У її кімнаті він знаходить листи, які пов'язують її з Саламандрами. У цій частині гри Ґеральт повинен вибрати між Орденом та скоя'таелями (також можна вибрати нейтралітет) і стає опікуном Альвіна. Також в цій частині Ґеральт повинен обрати собі одну з двох дівчат— Шані або Трісс.
Зрештою відьмак знаходить базу та атакує її з допомогою або Ордена, або скоя'таелей. Ґеральт б'ється з Професором, але його з'їдає королева кікімор. Щоб вижити Ґеральт спричиняє завал в печері та вбиває королеву. Вийшовши з бази, він потрапляє в оточення Адди та стражників. Вона хоче його вбити, щоб приховати сліди зради, але в цей момент Ґеральта телепортує Трісс.

#### Глава 4— Темноводдя
Відьмак потрапляє на берег Визімського озера. Поряд в селі він знаходить Альвіна, про якого турбувалася Аліна. Він допомагає їй з проблемами нещасливого весілля. Також Ґеральт вирішує конфлікт між людьми та водяними, за допомогою Володарки озера. Він б'ється з легендарним Дагоном, зустрічається з Беренгаром (по квесту він його може вбити або простити), остаточно вирішує яку сторону конфлікту вибрати— Ордена або скоя'таелей або нейтралітет. Під час нападу на село Альвін таємничо зникає. Ґеральт і Любисток вирішують плисти назад до Визіми.

#### Глава 5— Стара Визіма
Король Фольтест повернувся та повідомляє Ґеральта, що Адда знову перетворилася на стригу. Визіма палає у вогні. Залежно від попереднього вибору гравця, Ґеральт може ставитися до цього нейтрально, допомагаючи пораненим, або вступити на одну зі сторін конфлікту. Після сцілення Адди, король Фольтест дає підказку про місце перебування Азара Яведа. Ґеральт вбиває його та дізнається, що за всім цим стоїть Великий магістр Ордена, який зрадив короля.

#### Епілог— Визіма у вогні
Ґеральт вирішує допомогти Фольтесту та вбити зрадника. Відьмак входить в замок Ордена, де магістр намагається переконати його в необхідності «великого плану». Після того як Ґеральт йому не повірив Яків створює ілюзію майбутнього, в якій світ покритий льодом, а люди перетворилися на монстрів. У крижаній пустелі він згадує своїх друзів, які допомагали йому. Врешті-решт відьмак вбиває Великого магістра та повертається у реальний світ.
Після отримання нагороди від короля Фольтеста Ґеральт зустрічає людину в капюшоні, яка хотіла вбити короля. Ґеральт вбиває його та знімає капюшон, та дізнається що це був відьмак. Це введення до гри The Witcher 2: Assassins of Kings.

### Місця
- Визіма— столиця королівства Темерія. Поділяється на 3 райони: Храмовий (бідняцький), Купецький (багатий), Стара Визіма (район нелюдей). Також тут знаходяться замок короля та дамба. У ході розвитку сюжету стала місцем війни між скоя'таелями та Орденом. Більшу її частину було зруйновано вогнем.
- Визімська каналізація— була збудована в ті часи, коли тут існувало древнє ельфійське місто. На даний момент в каналізації можна знайти руїни міста. З'єднує купецький та храмовий квартали. Населена потопельниками та плавунами. Притулок для послідовників забороненого культу Левоголового Павука.
- Храмовий квартал— район, де живуть усі бідняки Визіми. На її території знаходиться лікарня Св. Лебеди, у якій в цей момент знаходяться заражені чумою. На кожному кроці зустрічаються жебраки, нелюди, таємничі особи, повії. В кварталі знаходиться замок Палаючої Троянди.
- Купецький квартал— багатий район Визіми. Скрізь ростуть мальовничі квіти. У центрі знаходиться великий ринок, а поряд банк Вівальді. Також у цьому кварталі живе Трісс Мерігольд.
- Кладовище Визіми— поруч із замком Ордену знаходиться кладовище, яке кишить гулями (через них кладовище було закрите). На ньому розташований склеп.
- Дамба— портовий район Визіми.
- Болото— болотисто-лісова місцевість Визіми. Біля берегів розкинулось невелике село людей (цеглярів), в лісистій місцевості живуть лісоруби, а далі, сховані від очей людей, друїди. Потрапити на болота можна на човні, який вирушає з дамби. У центрі місцевості знаходиться Вежа мага.
- Кер Морен— гірська фортеця, де в минулому навчалися відьмаки. Сьогодні притулок для останніх відьмаків.
- Кладовище на болотах— болотиста місцевість, яка кишить монстрами. На деякий час стає притулком, де ховаються біженці. Посеред озера знаходиться склеп, де ховали членів королівської сім'ї. З недавніх пір стало місцем проживання стриги.
- Передмістя— місце, де живуть бідняки і кмети. Великий вплив на нього має жрець Вічного Полум'я Преподобний, багатій Одо, стражник Микула та торговець Харен. Через їх гріхи в передмісті з'являється чудовисько, яке місцеві називають Звіром.
- Стара Визіма— після війни ця частина Визіми перетворилася на гетто для нелюдей. Стара Визіма нагадує нам про давні часи, коли столиці могутніх королівств виглядали як купка кволих дерев'яних будиночків, а вулиці були сповнені курей і брудних дітей. Зараз Стара Визіма стала ареною битви між Орденом і скоя'таелями.
- Темноводдя— найпозитивніше місце в грі. Мальовнича і красива місцевість, де живуть кмети.
- Поля— живописне місце. У центрі знаходяться руїни монастиря, а на півночі живе відлюдник. З недавнього часу населений полудницями, сколопендроморфами і ягами.
- Мілина— невеличкий острівець на озері Темноводдя. Тут живе Володарка Озера. Стала притулком для багатьох тварин. Деградовані водяні звели тут вівтар з глибинного каменю і приносять на ньому криваві жертви Дагону.
- Снігове пустище— це місце схоже на Визіму, вкриту льодом. Це місце— ілюзія створена Великим Магіством, його жахливе бачення майбутнього, яке, можливо, очікує весь світ.

## Розробка
Першою студією, яка повинна була випустити Відьмака, за мотивами романів Сапковського була Metropolis Software. Гра повинна була вийти в 1997 році, але розробку гри було скасовано, тому що компанія боялася що гра матиме низьку популярність.
У 2004 році за розробку The Witcher взялася друга польська компанія CD Projekt RED. Над сюжетом гри займалися відомі польські письменники Яцек Комуда (пол. Jacek Komuda) та Мацей Юревич (пол. Maciej Jurewicz). Анджей Сапковский брав участь в розробці сюжету (давав настанови, редагував). Загальний бюджет гри був 19,1 млн.. Офіційна дата виходу гри 26 жовтня 2007 (для OS X — 2012). Гра була локалізована на 10 мовах (озвучена на 9)

### Рушій гри
Спочатку CD Projekt RED планувала створити гру на своєму ігровому рушії, але пізніше вони вирішили, що буде використовувати ліцензійний рушій. CD Projekt RED домовилась з BioWare використовувати їхній рушій Aurora Engine. Цей двигун був повністю модифікований для того, щоб відповідати стандартам сучасних на той час ігор. Розробники додали такі можливості до рушія як: підтримка DirectX 9, реалістичний фізичний двигун, введення порталів і включення додаткових графічних ефектів (світіння, динамічні тіні, розмитість та інше). Рушій гри підтримує багатоканальні аудіо технології, використовуючи Dolby Digital 5.1.

### Консольна версія
The Witcher: Rise of the White Wolf повинна була стати ремейком для консолей PlayStation 3 та Xbox 360. Офіційний анонс гри відбувся 2 грудня 2008 року.
"Єдине, що береться від комп'ютерної версії гри — так це сюжет, все інше створюється з нуля і значно перероблюється, щоб в кінцевому рахунку отримати RPG для консолей, — прокоментував анонс Адам Кічіньскі (пол. Adam Kiciński), генеральний директор компанії CD Projekt RED.
6 травня 2009 року проект «The Witcher: Rise of the White Wolf» був офіційно заморожений на невизначений час, у зв'язку з затримкою платежів від CD Projekt до французьких розробників консольної версії
29 квітня 2009 було оголошено, що виробництво гри було зупинено у зв'язку з затримкою платежів від CD Projekt до французьких розробників консольної версії, Widescreen.

## Ігровий процес
В грі є 3 режими камери:
- далека ізометрія — камера знаходиться високо над героєм. Управління мишкою.
- ближня ізометрія — камера знаходиться близько до героя. Управління мишкою.
- вигляд від третьої особи.

Бойова система в The Witcher представляє різний ігровий досвід з більшості RPG.
Гравці можуть вибрати один з трьох бойових стилів для використання в різних ситуаціях і проти різних ворогів:
- швидкий стиль — швидкі, але менш руйнівні, рухи мечем для більшої імовірності попадання по ворогам;
- силовий стиль — завдає більше шкоди, але рухи мечем повільніші і більш низький шанс попасти по ворогу;
- груповий стиль — використовується тоді, коли відьмак оточений групою ворогів.

Гравець може змінювати стиль бою у будь-який момент часу. Також обидва головних меча Ґеральта (сталевий та срібний) служать для конкретних цілей. Сталевий використовується для боротьби з людьми та істотами з плоті та крові, а срібний — з надприродними істотами, монстрами. Відьмак може використовувати комбо удари, якщо гравець вчасно клікне мишкою по ворогу. В гру також присутні добиваючі прийоми, парирування та перестрибування через ворога (це відбувається автоматично в певний момент).
Алхімія є основною частиною ігрового процесу. Гравець може створювати зілля, які підвищують здоров'я або витривалість регенерації, дозволяють бачити в темряві, або надавати інші позитивні ефекти. Рецепти на ці зілля можна дізнатися через сувої, або експериментальним шляхом. Після того як гравець створює невідоме зілля він може випити його, але якщо зілля не вдалося воно отруїть або відьмак отримає негативні ефекти. Коли Ґеральт п'є зілля вони збільшують рівень токсичності в його тілі. Токсичність може буди знижена, якщо випити спеціальне зілля або медитуючи в таверні або біля вогнища. На додаток до зілля, гравець може створити масла, використовуючи їх для збільшення пошкодження від меча. Також можна створювати бомби та використовувати як зброю у бою. Для деяких навичок потрібні спеціальні зілля. Алхімію можна використовувати тільки в режимі медитації.
За кожне завдання та вбивство гравець отримує очки досвіду. Набравши певні їх кількість персонаж отримує новий рівень та таланти, які використовуються для вивчення умінь. Таланти бувають трьох видів: бронзові, срібні й золоті. Бронзові таланти доступні з нульового, срібні з п'ятнадцятого, а золоті з тридцятого рівня.

### Знаки
Відьмак може використовувати спеціальну магію знаків. В грі доступні такі знаки:
- Аард — телекінетичний імпульс, який здатний відштовхувати і збивати з ніг противника (може оглушити або послати в нокдаун ворога). Також використовується для руйнування перешкод на шляху.
- Квен — створює захисне поле навколо відьмака, яке робить його невразливим до атак противника. Припиняє свою дію коли відьмак починає атакувати (або за часом). Після покращення може наносити пошкодження ворогу.
- Ірден — створює на землі магічну пастку, яка наносить пошкодження ворогам навколо (може викликати негативні ефекти у ворогів: кровотечу, біль, отруєння).
- Ігні — атака противника вогнем, здатна (після покращення) підпалювати противника. Також можна використовувати для розпалення вогнища.
- Аксій — телепатична хвиля, яка може впливати на розум монстрів (налякати їх або перейти на сторону відьмака).

Всі знаки Ґеральт буде отримувати в ході гри, за допомогою спеціальних «кругів сили».

### Міні-ігри
- «покер на костях»
- «кулачний бій»
- «п'ємо до дна».

## Персонажі

### Головні
- Ґеральт з Рівії — головний персонаж гри. На початку гри втратив пам'ять. По ходу сюжету дізнається, що він загинув та воскрес з мертвих. Його мета повернути вкрадене Саламандрами з Кер Морена.
- Трісс Мерігольд — талановита і могутня чародійка, подруга Ґеральта. Вона бачила його смерть, тому його повернення у світ живих сильно її здивувало. Має багато впливових друзів. Трісс завжди в курсі усіх політичних подій в Темерії. Може стати дівчиною Ґеральта.
- Шані — лікар, що працює в лікарні Св. Лободи. Може стати дівчиною Ґеральта.
- Любисток— найкращий друг Ґеральта, талановитий бард і поет, а також ледар, базіка і бабій. Крім того, має великий талант вплутуватися в неприємності.
- Золтан Хівай — краснолюд, найкращий друг Ґеральта. За характером розумний і прагматичний. Також добре розбирається у зброї.

### Другорядні
- Адда — принцеса королівства Темерії, дитя інцесту Фольтеста (короля Темерії) і Адди (сестри Фольтеста). Була проклята і перетворена в стригу двічі. Співпрацювала з Саламандрами. Якщо вдруге Ґеральт зніме прокляття, то Адда стане дружиною Радовіда.
- Адам — поет з Темноводдя. Закоханий в Аліну, яка виходить заміж за іншого.
- Альвін — маленький хлопчик з неймовірною магічною силою. Ґеральт зустрічає його в Передмісті, в IV главі таємничо зникає, телепортувавшись в якесь місце або в якийсь час.
- Алина — дівчина з Темноводдя. Готовиться до весілля з Юліаном.
- Беренгар — таємничий відьмак, про якого розповідав Весемір в Кер Морені.
- Велерад — містоуправляючий Визіми, столиці Темерії.
- Деклан Леуваарден — торговець з Нільфгарда. Дуже впливова людина не тільки в Темерії, а і за її кордонами. Допомагає Ґеральту в боротьбі з Саламандрами.
- Зігфрід з Денесле — хоробрий лицар Палаючої Рози, ідеаліст. Уперше зустрівся з Ґеральтом в каналізації, коли полював на кокатрікса. За сюжетом гри стане або найкращим другом Ґеральту та новим Великим магістром Ордена або буде вбитий.
- Калькштейн — алхімік, який практикує магію. Також автор багатьох книг, у тому числі трактату про створення голема. Допомагає Ґеральту в різних ситуаціях впродовж усієї гри.
- Мікула — стражник з Передмістя. За характером егоїст, шахрай та ледар.
- Одо — багатій з Передмістя. П'яниця, який успадкував багатство свого брата. За характером жадібна і потайна людина.
- Преподобний — старійшина мешканців Передмістя, жрець Вічного Полум'я. За характером лицемір. Засуджує людей за неіснуючі гріхи, не звертає увагу на справжні злочини.
- Радовід — король Реданії.
- Реймонд Марлоу — приватний детектив, який допомагав Ґеральту на початку розслідування. Пізніше Реймонда вбили Саламандри, а на його місце став Явед, який за допомогою магії змінив вигляд.
- Родерік де Ветт — виходець із Нільфгаарда, член Ордена Палаючої Троянди, радник короля Фольтеста. Впливова людина, яка завжди з'являється на званих прийомах у супроводі принцеси Адди. Він був зрадником, який повторно прокляв Адду.
- Талер — скупник краденого, який виявляється головою темерської розвідки.
- Фольтест — король Темерії, батько Адди.
- Харен Брогг — сумнівний тип з Передмістя, який незаконно продає зброю та припаси скоя'таелям.
- Яевінн — лідер скоя'таелів. Визнає тільки старші народи. Впродовж гри може стати для Ґеральта або союзником, або ворогом. Шанобливо ставиться до Ґеральта.
- Абігайл — відьма, яка живе в передмістях. Місцеві жителі її недолюблюють, але купують у неї трави та еліксири. Вона змусить Ґеральта прийняти нелегке рішення на початку гри.
- Васка — старійшина деревні цеглярів, які живуть на болотах Визіми.
- Весемір — наймудріший і найдосвідченіший з відьмаків. Останній, хто володіє секретами мутації відьмаків.
- Ветала — розмовляючий гуль, який ходить по кладовищу Визіми та живиться тільки мертвими.
- Вінсент Мейс — капітан міської варти Визіми у Храмовому кварталі. Пізніше виявляється, що він хворий на лікантропію, але монстром себе не визнає. За допомогою свого прокляття вночі бореться із злочинністю. Ґеральт повинен буде вибрати вбити його чи ні. Також відьмак може вилікувати його від лікантропії.
- Голан Вівальді — краснолюд, колишній власник банку Вівальді в Купецькому кварталі.
- Кармен — головна жриця кохання з Храмового кварталу. Протягом гри у вас буде можливість допомогти Кармен зняти прокляття з її коханого.
- Ламберт — юний та запальний відьмак, який мешкає в Кер Морен.
- Лео — наймолодший з усіх відьмаків в Кер Морені. Убитий Професором під час нападу на фортецю.
- Юз — тюремщик Визімської в'язниці. Залежний від фісштеху (наркотику).
- Ескель — спокійний і розсудливий відьмак з Кер Морену.
- Могила — ватажок бандитів у Храмовому кварталі.

### Вороги
- Професор — досвідчений вбивця, права рука Азара Яведа. Від його руки загинув Лео. Був з'їдений королевою кікімор.
- Яків із Альдерсберга — Великий Магістр Ордена Палаючої Троянди, наймогутніший маг. Його головна роль відкриється Ґеральту тільки в кінці гри.
- Азар Явед — маг-відлюдник із Зерріканії, лідер Саламандр, використовує магію вогню. Він очолив напад на Кер Морен та забрав секрети відьмаків.

## Музика
Над саундтреком до гри працювали польські композитори Павло Блашчак (пол. Paweł Błaszczak) і Адам Скорупа (пол. Adam Skorupa), вокал — Івона Мальч (пол. Iwona Malcz).
| №  | Назва композиції                                                     | Час  | Композитор                   |
| -- | -------------------------------------------------------------------- | ---- | ---------------------------- |
| 1  | Dusk of a Northern Kingdom (укр. Сутінки над Північним Королівством) | 4:32 | Адам Скорупа                 |
| 2  | A Wolf’s Demise (укр. Загибель Вовка)                                | 2:09 | Адам Скорупа                 |
| 3  | River of Life (укр. Річка Життя)                                     | 5:19 | Павло Блашчак                |
| 4  | Mighty (укр. Могутній)                                               | 1:08 | Павло Блашчак                |
| 5  | Dead City (укр. Мертве місто)                                        | 8:02 | Адам Скорупа                 |
| 6  | Last Battle (укр. Остання битва)                                     | 1:12 | Павло Блашчак                |
| 7  | Elaine Ettariel                                                      | 1:13 | Адам Скорупа                 |
| 8  | To Arms (Rebellion) (укр. До зброї (Повстання))                      | 1:22 | Адам Скорупа                 |
| 9  | The Princess Striga (укр. Принцеса Стрига)                           | 6:50 | Павло Блашчак і Адам Скорупа |
| 10 | Returning to the Fortress (укр. Повернення до фортеці)               | 1:28 | Павло Блашчак                |
| 11 | Evening in the Tavern (укр. Вечір в трактирі)                        | 0:55 | Павло Блашчак                |
| 12 | Peaceful Moments (укр. Мирні моменти)                                | 5:08 | Адам Скорупа                 |
| 13 | An Ominous Place (укр. Зловісне місце)                               | 5:10 | Адам Скорупа                 |
| 14 | Temerian Castle Theme (укр. Музикальна тема темерського замку)       | 0:47 | Павло Блашчак                |
| 15 | The Order (укр. Орден)                                               | 3:51 | Павло Блашчак                |
| 16 | Night Approaches (укр. Наближається ніч)                             | 1:06 | Павло Блашчак                |
| 17 | The Grand Master Revealed (укр. Великий Магістр розкритий)           | 1:26 | Адам Скорупа                 |
| 18 | Withered Roses (укр. Зів'ялі троянди)                                | 1:14 | Адам Скорупа                 |
| 19 | Prepare for Battle! (укр. Підготовка до битви!)                      | 1:06 | Павло Блашчак                |
| 20 | Do You Remember? (укр. Ти пам'ятаєш?)                                | 1:30 | Адам Скорупа                 |
| 21 | The Lesser of Two Evils (укр. Менше з двох зол)                      | 1:53 | Павло Блашчак і Адам Скорупа |
| 22 | Catch Me If You Can (укр. Спіймай мене, якщо зможеш)                 | 0:22 | Адам Скорупа                 |
| 23 | Tavern at the End of World (укр. Трактир на Краю Світа)              | 1:23 | Павло Блашчак                |
| 24 | The Dike (укр. Дамба)                                                | 7:02 | Павло Блашчак                |
| 25 | Twilight (укр. Сутінки)                                              | 0:37 | Адам Скорупа                 |
| 26 | A Matter of Conscience (укр. Діло совісті)                           | 1:26 | Павло Блашчак і Адам Скорупа |
| 27 | Leo’s Farewell (укр. Проводи Лео)                                    | 1:44 | Адам Скорупа                 |
| 28 | Silver Sword (укр. Срібний меч)                                      | 1:31 | Павло Блашчак                |
| 29 | Kingdom & Betrayal (укр. Королівство і зрада)                        | 1:48 | Павло Блашчак і Адам Скорупа |

У 2007 році від ігрового сайта IGN отримав нагороду «Best Original Score» (укр. Найкращий музикальний супровід).

### Музика за мотивами гри
Над диском працювали відомі польські музикальні групи.
| №  | Назва композиції                                    | Час  | Композитор             |
| -- | --------------------------------------------------- | ---- | ---------------------- |
| 1  | Tales of the Witcher (укр. Казки відьмака)          | 2:35 | Адам Скорупа           |
| 2  | Born Again (укр. Народжений знов)                   | 4:37 | Rootwater              |
| 3  | Throw The Stone (укр. Кинути камінь)                | 5:32 | Jesus Chrysler Suicide |
| 4  | Sword of the Witcher (укр. Меч відьмака)            | 3:34 | Vader                  |
| 5  | Tarot (укр. Таро)                                   | 4:15 | Lady Aarp              |
| 6  | Hallowed be thy name (укр. Хай святиться ім'я твоє) | 4:14 | Habakuk                |
| 7  | Sapphire Waters (укр. Сапфірові води)               | 4:24 | Village Kollektiv      |
| 8  | Skellige (укр. Скелліге)                            | 4:19 | Duan                   |
| 9  | Sou-au                                              | 4:28 | Me Myself And I        |
| 10 | Bring to the Boil (укр. Довести до кипіння)         | 4:32 | Beltaine               |
| 11 | Sentinels of Brokilon (укр. Стражі Брокілона)       | 7:16 | Rimead                 |
| 12 | The Witcher Theme (укр. Музикальна тема відьмака)   | 2:13 | Believe                |
| 13 | Running Away (укр. Втеча)                           | 2:54 | Skowyt                 |
| 14 | They Want to Suck (укр. Вони хочуть крові)          | 3:08 | Lal                    |
| 15 | Trial of Herbs (укр. Випробування Травами)          | 3:02 | Марчін Пшибилович      |

## Критика
| Агрегатор    | Оцінка |
| ------------ | ------ |
| GameRankings | 86.00% |
| Metacritic   | 86/100 |

| Видання   | Оцінка |
| --------- | ------ |
| 1Up.com   | B-     |
| Eurogamer | 7/10   |
| GamePro   | 4.5/5  |
| GameSpot  | 8.5/10 |
| GameSpy   | [ 26 ] |
| GameZone  | 8.8/10 |
| IGN       | 8.5/10 |

В основному гра The Witcher отримала від критиків позитивні відгуки. Гра отримала оцінку 86,00 % на GameRankings і 86 з 100 на Metacritic. Майкл Лафферті з GameZone дав грі 8,8 з 10, охарактеризувавши її як глибоку, захоплювальну гру. Сайт IGN дав грі титул «Вибір редакції» (англ. IGN Editor’s Choice Award), а також «Відьмак» увійшов в TOP-10 ігор 2007 року (англ. Editor Top Ten Favorites of 2007).
GameSpy дав грі оцінку 4,5 з 5 та присудив грі титули «Вибір редакції» (англ. Editor’s Choice) та «Найкраща ПК РПГ 2007 року» (англ. PC RPG Game of the Year `07). Український журнал «Gameplay» визнав гру «The Witcher» найкращою грою для ПК. У 2010 році гру включили в список «1001 Відеогра, в які повинні зіграти перед смертю».

## Цікаві факти
- У вступному ролику гри говориться, що дія відбувається в 1270 році за літочисленням саги, через 5 років після закінчення «Північних війн». Насправді ж «Північні війни» закінчилися в 1268[32].
- У травні 2007 року шанувальники операційної системи Linux розмістили онлайн петицію компанії CD Projekt RED з вимогою розробити версію гри під цю ОС[33], під якою підписалося понад п'ять тисяч осіб.
- У грудні 2007 року з'явилося інтерв'ю польського мережевого ресурсу «Gaminator» з Уве Боллом, який планував подумати про її екранізації[34]. У відповідь на цю заяву компанія CD Projekt зв'язалася з Анджеєм Сапковським, і була отримана відповідь, що «Відьмака» Уве Боллу знімати не дадуть[35].
- У 2008 році співробітники журналу «Forbes» припустили, що гра «Відьмак» в найближчі роки стане класикою жанру[36][37].
- Вступний ролик ілюструє події оповідання «Відьмак» (1983).